# Monoxia batisia
Monoxia batisia är en skalbaggsart som beskrevs av Willis Blatchley 1917. Monoxia batisia ingår i släktet Monoxia och familjen bladbaggar. Inga underarter finns listade i Catalogue of Life.